# ロピバカイン
ロピバカインは、アミド型の局所麻酔薬である。ロピバカインという名前は、ラセミ体と市販されているS-エナンチオマーの両方を指す。S-エナンチオマーの塩酸塩が、サンドファーマからアナペインという商品名で販売されている。

## 歴史
ロピバカインは、特に妊婦においてブピバカインが心停止と関連していることが指摘された後に開発された。動物モデルでは、ロピバカインはブピバカインよりも心毒性が少ないことがわかった。日本での薬価収載は2001年6月。

## 臨床使用

### 薬理作用
ロピバカインはアミド型の長時間作用性の局所麻酔薬で，pKa（解離恒数）は8.1，蛋白結合率は94％とブピバカインとほぼ同等であるが，脂溶性はブピバカインより低く，メピバカインやリドカインよりは高い。本薬は，毒性の低いとされるS（－）-エナンチオマーのみから構成されているため，中枢神経毒性の指標とされる痙攣閾値がブピバカインよりも1.5～2.5倍高く，レボブピバカインと同等である。心毒性（催不整脈作用，心収縮力低下，循環虚脱後の蘇生）においても，ブピバカインおよびレボブピバカインと比較して，ロピバカインでより毒性が低いとされている。等用量を投与する場合には，ロピバカインの中枢神経毒性や心毒性はブピバカインおよびレボブピバカインよりも低いと考えられる。ただし，臨床的に同じ麻酔効果を発現するには，ロピバカインはブピバカインやレボブピバカインに比較して1.3～1.5倍の用量が必要である。低濃度で用いれば、運動ブロックを最小限にして感覚ブロックが可能であり（分離麻酔）、この特性は無痛分娩や術後鎮痛において特に重要（患者の離床を妨げないため）だが、この点においてもロピバカインはレボブピバカインと大きな違いは無いとされる。

### 禁忌

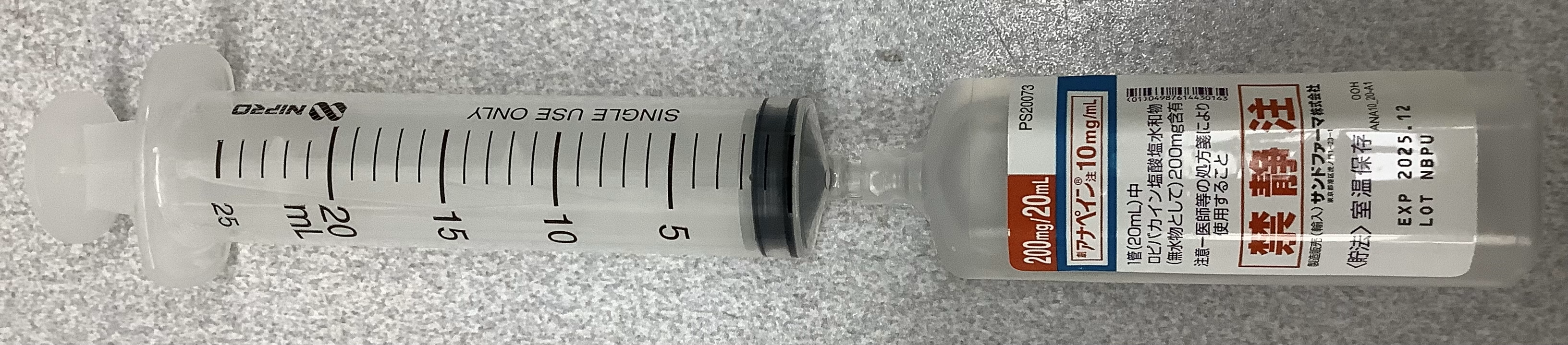
静脈内注射は禁忌だが、静脈内注射用の注射器が製品アンプルに直結できてしまう。安全工学上、フールプルーフ設計ではない。

ロピバカインは、静脈内局所麻酔(IVRA) には禁忌である。しかし、最近のデータによれば、ロピバカイン (1.2-1.8 mg/kg in 40ml) もレボブピバカイン (40 ml の 0.125% 溶液) も、ラセミ体ブピバカインよりも心血管および中枢神経系への毒性が少ないため、使用できるとされる。静脈内への誤注入をさけるための相互接続防止コネクタ対応製品の開発が進められていたが、2022年12月時点では発売断念が公表された。

### 有害な影響
薬物有害反応(ADR) は、正しく投与されている場合はまれである。ほとんどの ADR は、投与技術 (全身暴露をもたらす) または麻酔の薬理学的影響に関連しているが、アレルギー反応はめったに発生しない。
過度の量のロピバカインへの全身暴露は、主に中枢神経系(CNS) および心血管への影響をもたらす。CNS への影響は通常、血漿濃度が低い場合に発生し、さらに高濃度では心血管への影響が現れるが、低濃度でも心血管の虚脱も発生する可能性はある。中枢神経系への影響には、中枢神経系の興奮（神経過敏、口の周りのうずき、耳鳴り、振戦、めまい、かすみ目、痙攣に続く抑うつ（眠気、意識喪失）、呼吸抑制、無呼吸）が含まれる場合がある。心血管への影響には、低血圧、徐脈、不整脈、および/または心停止が含まれる。その一部は、呼吸抑制に続発する低酸素血症が原因である可能性がある。 

### 関節鏡視下術後肩甲上腕関節軟骨融解症
ロピバカインは軟骨に対して有毒であり、関節内注入は関節鏡下手術後の肩甲上腕関節の軟骨融解を引き起こす可能性がある。

### 過剰投与時の治療
ブピバカインに関しては、一般的に入手可能な静脈内脂質エマルジョンであるセレピッドは、動物実験およびリピッドレスキューと呼ばれる手順でのヒトにおける局所麻酔薬の過剰摂取に起因する重度の心毒性の治療に効果的である。